# 倫敦打吡

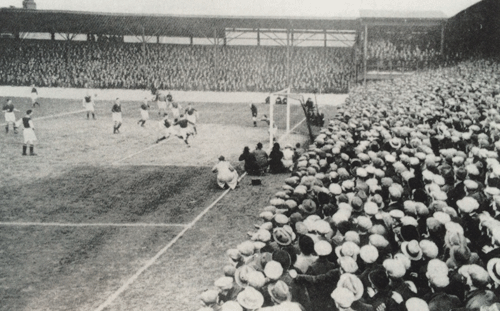
碼頭工人打吡勁敵米尔沃尔和西汉姆联於1930年在厄普顿公园球场上演的一場足總盃賽事。'

倫敦打吡（London Derbies）是各支倫敦球會之間的同城打吡的統稱。英格兰足球联赛的首場倫敦打吡於1905年11月11日上演，車路士在乙組聯賽以3–0擊敗克拉普頓東方。1907年11月9日，車路士在史丹福橋球場以2–1擊敗胡列治阿仙奴，贏得首場於英格蘭足球聯賽頂級賽事中上演的倫敦打吡。

## 倫敦球隊
2025–26年球季共有20支以大倫敦為基地的球隊在英格蘭超級足球聯賽、各級英格蘭足球聯賽及各級英格蘭足球全國聯賽中角逐。同級球隊每年在聯賽最少有兩次對碰的機會。
| 級別                        | 球隊名稱                                                                                     |
| --------------------------- | -------------------------------------------------------------------------------------------- |
| 英格蘭超級足球聯賽          | （北）、賓福特（南）、（西）、（南）、（西）、（北）、（东）                                 |
| 英格蘭足球冠軍聯賽          | （南）、（西）                                                                               |
| 英格蘭足球甲級聯賽          | （南）、（东）                                                                               |
| 英格蘭足球乙級聯賽          | （北）、布羅姆利（南）                                                                       |
| 英格蘭足球全國聯賽 (第一級) | （南）、韋特史東（西）                                                                       |
| 英格蘭足球全國聯賽南        | （东）、恩菲爾德鎮（北）、漢普頓列治蒙堡（南）、霍恩徹奇（东）、杜爾維奇（南）、威靈聯（南） |

以大倫敦為基地的前英格蘭超級足球聯賽及各級英格蘭足球聯賽俱樂部包括（2003年移到白金漢郡的米爾頓凱恩斯）和泰晤士足球會（於1932年解散）。

## 主要打吡
- 北倫敦打吡（North London derby）：與之間的打吡戰，始於阿仙奴在1913年遷至北倫敦的高貝利。
- 西北對戰
  - 阿仙奴–車路士：對戰最多次的倫敦打吡，自1907年起，兩隊曾在聯賽和各本地及歐洲盃賽對陣超過200次。
  - 車路士–熱刺：自1909年首次交手介於來自西倫敦的切爾西與來自北倫敦的熱刺之間的競爭，他們已經交手超過160次。
- 碼頭工人打吡（Dockers derby）： 對 ：西漢姆聯與米爾沃爾之間的對決被稱為「碼頭工人德比」（Dockers Derby），是一場南倫敦與東倫敦之間的較量。兩支球隊的歷史淵源可以追溯到泰晤士河沿岸的造船業，當時西漢姆聯的前身泰晤士鐵工廠（Thames Ironworks）與米爾沃爾的造船公司是競爭對手。
- 東倫敦打吡（East London derby）：三支東倫敦球會：、之間的打吡。然而與「碼頭工人德比」類似，由於球隊所處聯賽級別的差異很少出現對決。

- 南倫敦打吡（South London derby）：在'AFC溫布頓、查尔顿、水晶宫、米尔沃尔和瑟頓聯之間的較量。儘管米尔沃尔與東倫敦的西汉姆聯有最激烈的競爭關係，但他們也與鄰近的水晶宫和查尔顿存在競爭。這五支球隊之間已進行了超過300場比賽。
- 西倫敦打吡（West London derby）：布伦特福德、車路士、富勒姆及女王公园巡游者之間的競爭關係由來已久。富勒姆將車路士視為主要競爭對手，而女王公园巡游者則將車路士視為主要競爭對手，其次是富勒姆。然而近10到15年來由於車路士的成功，西倫敦的競爭關係並未完全得到車路士球迷的回應，他們通常認為阿森纳、托特纳姆热刺、西汉姆以及西北英格兰的利物浦和曼徹斯特聯更具競爭意義。

## 外部連結
- Sky Sports，All-time Premiership London derby league table[永久]